# Planoise
Planoise er et distrikt i Besançon østlige Frankrig med ca. 20.000 indbyggere

## Infrastruktur
- Al-Fath moske
- Kirke Saint Francis
- Kirke Cépée
- Planoise Stærk